# Sclerepidosis bulbosa
Sclerepidosis bulbosa är en tvåvingeart som beskrevs av Boris Mamaev 1990. Sclerepidosis bulbosa ingår i släktet Sclerepidosis och familjen gallmyggor. Inga underarter finns listade i Catalogue of Life.